# Огродзенец
Огродзенец (пол. Ogrodzieniec)  —  город  в Польше, входит в Силезское воеводство,  Заверценский повят.  Имеет статус городско-сельской гмины. Занимает площадь 28,94 км². Население — 4499 человек (на 2004 год).

## Достопримечательности
- Замок Огродзенец